# Dance Passion
Dance Passion je remiks prvoga albuma Pearls of Passion švedskog sastava Roxette. Izdan je samo na gramofonskoj ploči, i to samo za tržišta Švedske, Italije, Francuske i Njemačke.

## Popis pjesama
Strana A
1. "I Call Your Name " (Kaj Erixon remix)
2. "Soul Deep" (Kaj Erixon remix)
3. "Like Lovers Do" (Kaj Erixon remix)
4. "Neverending Love" (René Hedemyr remix)

Strana B
1. "Goodbye to You" (Kaj Erixon remix)
2. "Secrets That She Keeps" (Alar Suurna remix)
3. "Joy of a Toy" (Kaj Erixon remix)